# Bogusława Wojtuszkiewicz
Bogusława Wojtuszkiewicz (ur. 5 września 1914 w Warszawie) – podporucznik Armii Krajowej, łączniczka w Komendzie AK Obszaru Warszawskiego, represjonowana przez Urząd Bezpieczeństwa, dama Virtuti Militari.

## Życiorys
Córka Edmunda i Stefanii Iwanowskich. Trudna sytuacja materialna uniemożliwiła jej kontynuowanie nauki w gimnazjum, podjęła pracę zawodową. W 1935 r. wyszła za Jacentego Bohdana Wojtuszkiewicza. Przed wybuchem II wojny światowej jej mąż został zmobilizowany do Bazy Lotniczej nr 1. Po agresji ZSRR na Polskę został wzięty do niewoli, następnie zamordowany w Katyniu.
W 1940 r. Bogusława działała w Związku Walki Zbrojnej. Pełniła funkcję kolporterki, następnie została łączniczką szefów komórki lotniczej Obszaru Warszawskiego Armii Krajowej (ppłk. Antoniego Klimasa i mjr. Michała Tajchmana). Zajmowała się transportem dokumentacji, broni, amunicji i sprzętu wojskowego. W swoim mieszkaniu zorganizowała magazyn broni i miejsce spotkań konspiratorów. Służyło ono również jako punt przerzutowy dla osób ściganych przez Gestapo i dla cichociemnych (m.in. płk. Romana Rudkowskiego).
Po wybuchu powstania warszawskiego została przydzielona jako sanitariuszka do Szpitala Ujazdowskiego. Dostała się do niewoli, ale udało się jej zbiec i powrócić do działalności konspiracyjnej w Wydziale Lotnictwa Komendy Głównej Armii Krajowej.
Po zakończeniu działań wojennych powróciła do Warszawy, we wrześniu 1945 r. ujawniła się przed Komisją Likwidacyjną Armii Krajowej. Nie uchroniło jej to przed represjami, w 1949 r. została aresztowana przez Urząd Bezpieczeństwa. Spędziła trzy lata w więzieniu, po uwolnieniu podjęła pracę zawodowa. W 1955 r. wyszła za mąż za Edmunda Kraśniewskiego. Z racji doznanych represji i utraty zdrowia w 1956 r. została w 1956 r. uznana za inwalidkę II grupy. W 1968 r. otrzymała rentę specjalną.

## Ordery i odznaczenia
Za swą służbę otrzymała:
- Krzyż Srebrny Virtuti Militari nr 12540,
- Krzyż Walecznych,
- Brązowy Krzyż Zasługi z Mieczami.